# Belarra
Belarra ist ein spanischer Ort in der Provinz Huesca der Autonomen Gemeinschaft Aragonien. Belarra, im Pyrenäenvorland liegend, gehört zur Gemeinde Sabiñánigo. Der Ort auf 840 Meter Höhe hatte im Jahr 2015 sechs Einwohner.

## Geographie
Belarra liegt etwa 23 Kilometer südlich von Sabiñánigo und ist über die N330 zu erreichen. Die Sierra de Belarra, die Landschaft der Umgebung, ist nach dem Ort benannt. 

## Geschichte
Der Ort wurde im Jahr 1054 erstmals urkundlich erwähnt.

## Einwohnerentwicklung
1900 = 43
1910 = 47
1920 = 40
1930 = 52
1940 = 65
1950 = 47
1960 = 34
1970 = 14
1981 = 0
1991 = 2
2001 = 4
2011 = 3
2019 = 5

## Sehenswürdigkeiten
- Kirche San Ramón aus dem 12./13. Jahrhundert[1]